# Earthstopper sulle rive del Derwent
 Earthstopper sulle rive del Derwent è un dipinto di Joseph Wright of Derby completato nel 1773.

## Descrizione
Il dipinto raffigura un uomo che tappa la tana di una volpe in modo che nella successiva battuta di caccia l'animale possa essere ucciso senza avere la possibilità di nascondersi sottoterra; l'uomo che svolgeva questo compito era conosciuto come Earthstopper.
Joseph Wright era noto per i suoi quadri illuminati da luce insolita, ma qui vediamo questo tema combinato con il paesaggio. Wright completò alcuni dipinti di notevole importanza che comprendevano paesaggi prima di compiere il Grand Tour in Italia, dove ne creò un gran numero, compresi quelli mostrano l'eruzione del Vesuvio. Benedict Nicholson, un'autorità nello studio di Joseph Wright, ritiene questo dipinto sia ispirato ad una poesia scritta da Francis Noel Clarke in una raccolta dal nome e in aiuto della conservazione della Needwood Forest; il poeta in seguito avrebbe commissionato sei ritratti a Wright, tra cui uno di se stesso.
Il quadro fu esposto nel 1773 ed è ora nella collezione del Derby Museum and Art Gallery .